# ناحیه تاریخی استاک‌یاردز
ناحیه تاریخی استاک یاردز، ناحیه تاریخی است که در نزدیکی مرکز شهر (داون تاون) شهر فورت وورث قرار دارد و از دیدنی‌های مهم این شهر و ایالت تگزاس محسوب می‌شود.

## اماکن دیدنی
بافت تاریخی این ناحیه، بیانگر دوران حضور کابوی‌ها می‌باشد و مکانهای دیدنی متعددی مانند بار قدیمی بیلی باب، موزه، ساختمان ایستگاه قطار استاک یارد، خیابان‌های قدیمی و رستوران‌هایی به سبک دوران غرب وحشی و… در آن مشاهده می‌شود.

## مراسم
در روزهای پایانی هر هفته مراسمی مثل عبور گله گاوهای لانگ هورن (دراز شاخ تگزاس) از خیابان، رودیو (گاوبازی)، مراسم قدیمی حراج دام (عمدتاً اسب و گاو لانگ هورن)، حضور قطار بخار و و حرکت آن در ایستگاه استاک یارد با نیروی بخار به همان شیوه قدیمی و… در این مکان برگزار می‌شود.
در خیابان‌های این ناحیه، افراد زیادی که به شیوه کابوی‌ها لباس پوشیده‌اند، مشاهده می‌شود.

## نگارخانه

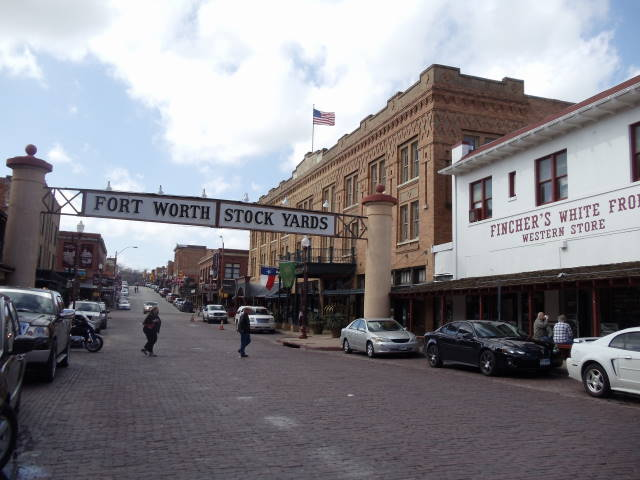
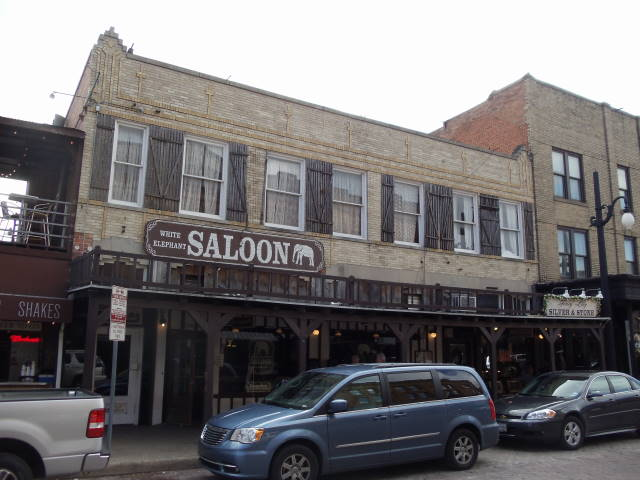
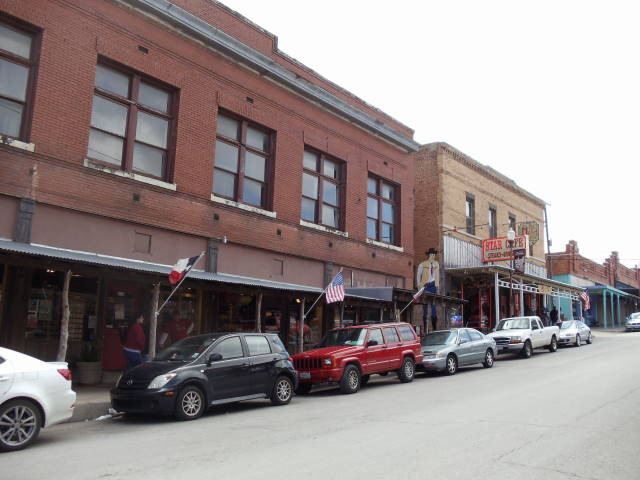
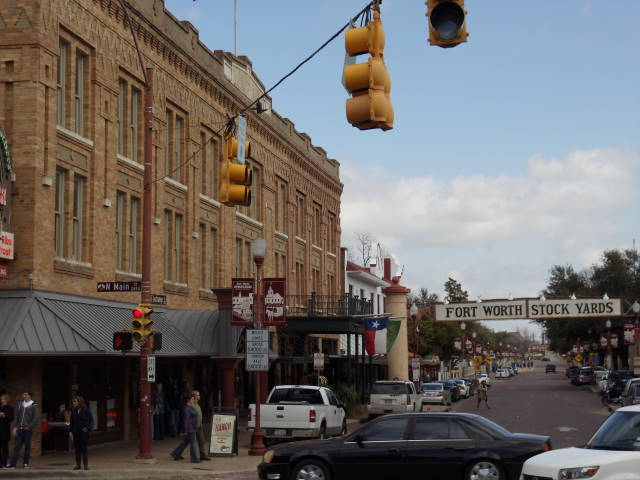
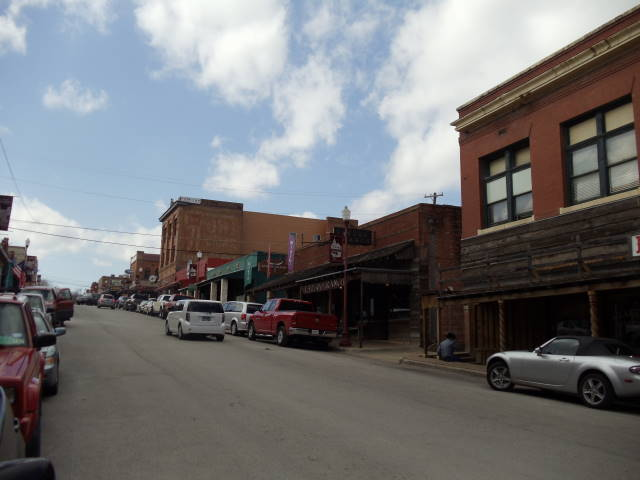
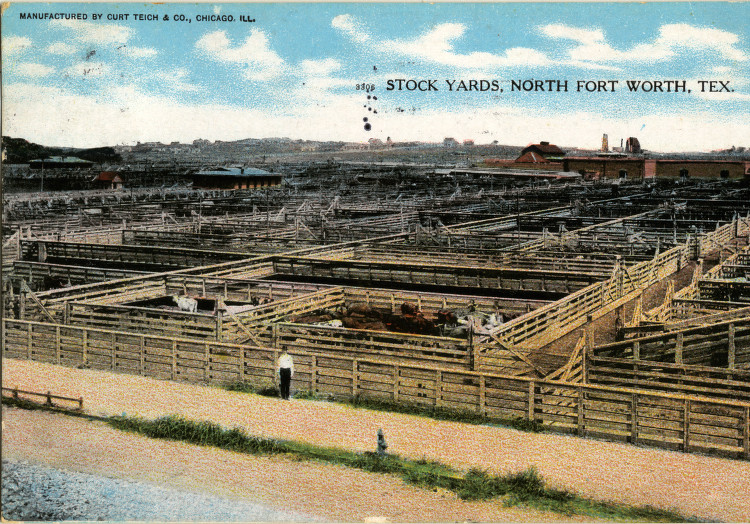